# Vern Schuppan
Vern Schuppan (n. 19 martie 1943, Whyalla, Australia de Sud, Australia) este un fost pilot de Formula 1. De-a lungul carierei a luat startul în 9 curse, niciuna din pole-position. Nu a câștigat nicio cursă și nu a terminat niciodată pe podium, acumulând 0 puncte în întreaga activitate ca pilot de Formula 1.